# Paul Meyer
Paul Meyer (5 de marzo de 1965 en Mulhouse,)  es un clarinetista  y director de orquesta francés.

## Biografía
Realizó sus estudios en el Conservatorio de París y en Musikhochschule de Basilea (Academia de Música de Basilea). Dio su primer concierto como solista con la Orquesta Sinfónica del Rin a la edad de trece años. Comenzó su carrera como solista después de ganar la Eurovisión Músicos Jóvenes de Francia en 1982, y el prestigioso Young Concert Artists Competencia en 1984 en Nueva York.
Reconocido como uno de los más destacados clarinetistas en la actualidad, Paul Meyer ha realizado presentaciones y grabaciones con la mayoría de los grandes conjuntos internacionales como la Orchestre national de France, Orchestre du Concertgebouw d'Amsterdam, Orchestre philharmonique de la BBC, Orchestre symphonique de la NHK, Deutsches Symphonie-Orchester Berlin, Dresdner Philharmonie, Sinfonia Varsovia, Orchestre philharmonique de Radio France, Orchestre philharmonique de Monte-Carlo, Orchestre national Bordeaux Aquitaine, Orchestre philharmonique de Strasbourg, Mahler Chamber Orchestra bajo la dirección de grandes directores como Luciano Berio, Dennis Russell Davies, Michael Gielen, Hans Graf, Günther Herbig, Marek Janowski, Emmanuel Krivine, Jerzy Maksymiuk, Yehudi Menuhin, Kent Nagano, Esa-Pekka Salonen, Heinrich Schiff, Ulf Schirmer, Michael Schønwandt y David Zinman.
Además del repertorio clásico y romántico, Paul Meyer participó en el estreno de obras contemporáneas de Gerd Kuhr, Krzysztof Penderecki, Luciano Berio y Karol Beffa.
Apasionado por la música de cámara, Paul Meyer colabora con una extensa lista de artistas y amigos, incluyendo François-René Duchâble, Eric Le Sage, Maria João Pires, Yuri Bashmet, Gérard Caussé, Gidon Kremer, Yo-Yo Ma, Mstislav Rostropovich, Vladimir Spivakov, Tabea Zimmermann, Heinrich Schiff, Barbara Hendricks, Natalie Dessay, Emmanuel Pahud y cuartetos de cuerda Carmina, Cleveland, Hagen, Melos, Emerson, Takács y Vogler. Tuvo el honor de tocar música de cámara con Isaac Stern y Jean-Pierre Rampal.

## Director de Orquesta
Paul Meyer se dedica cada vez más a la dirección orquestal en particular con la Orquesta Filarmónica de Radio Francia, el Ensemble Orchestral de París, las Orquesta de Burdeos, Niza y Toulouse, la  English Chamber Orchestra, Scottish Chamber Orchestra, la orquesta de cámara de Múnich, la Orquesta de cámara de Stuttgart, la Orquesta de cámara de Ginebra, la Orquesta de Padua del Veneto, G. orquesta sinfónica de Verdi de Milán, la Filarmónica de Belgrado la Orquesta Sinfónica de Bilbao, Sinfónica de Taipéi. Realiza una gira por Francia con la Orquesta de Cámara de Praga (Réquiem de Mozart) y una gira en Italia con la Orquesta d'Archi Italiana. En abril de 2007, Paul Meyer es nombrado por Myung-Whun Chung Director Asociado de la Orquesta Filarmónica de Seúl. En 2008/2009, él es el director invitado de las orquestas filarmónicas de China, Tokio, Copenhague, Róterdam.

## Discografía
Su discografía incluye obras de Mozart, Weber, Copland, Busoni, Krommer, Pleyel, Brahms, Schumann, Bernstein, Arnold, Piazzolla, Poulenc, Fauré, Louis Spohr, etc. Registradas en los sellos Denon, Erato, Sony, EMI, BMG, Alpha... Sus grabaciones han ganado numerosos premios (Diapason d'Or, Choc du Monde de la Musique, Stern des Monats Fonoforum, Premio revelación musical Grammy 1999).